# Гиљермо Саведра
Гиљермо Саведра Тапија (Ранкагва, 5. новембар 1903 — 12. мај 1957) био је чилеански везни играч, који је играо за своју родну земљу на ФИФА-ином светском првенству 1930.

## Биографија
Родом је из Ранкагве, града у којем је почео да игра, после је наставио у Концепциону али је круну своје каријере доживео у Коло-Колу. Након што се повукао из фудбала, настанио се у граду Ла Калера, где је подигао породицу и посветио се послу са великом спортском продавницом. Због свог признатог престижа и славе, позван је да буде технички директор тадашњег Спортског клуба Фосфато Цементо.

## Национална селекција
Био је део националног тима Чилеа између 1926. и 1930. године. Његов деби за национални тим био је 11. маја 1926. године против Боливије за првенство Јужне Америке 1926. године које се завршило победом 7:1, на том турниру је постигао свој једини гол за национални тим у утакмици против Аргентине где је резултат био 1:1.
Такмичио се на Олимпијским играма у Амстердаму 1928. године, турниру на којем је био капитен Чилеа у прва два дуела на турниру док у трећем мечу није ни наступао.
Такође је учествовао на Светском купу 1930. године, где га је штампа изабрала за најбољег играча турнира на својој позицији (везни играч). Због сјајних партија на том првенству је стекао надимак Monumento.

## Смрт
У мају 1957. године умро је од срчаног удара. Упозораван је на ово, али његова љубав према фудбалу била је таква да је, игноришући лекарске савете, у то време тренирао.
Његови посмртни остаци почивају од 9. децембра 1958. године у Музеју у Коло Колу.